# 고노다이역
고노다이역(일본어: 国府台駅)은 일본 지바현 이치카와시에 위치한 게이세이 전철 게이세이 본선의 철도역이다. 역 번호는 KS 13이며, 상대식 승강장 2면 2선의 구조를 갖춘 고가역이다.

## 타는 곳
| 1 | 게이세이 본선 | 상행 | 게이세이 다카사고·아오토·닛포리·게이세이우에노·오시아게 · 도영 아사쿠사 선 · 게이큐 선 방면 |
| 2 | 게이세이 본선 | 하행 | 게이세이 후나바시·게이세이 쓰다누마·나리타 공항·게이세이 지바 방면                          |

## 이용 현황
| 승차 인원 추이 | 승차 인원 추이     | 승차 인원 추이     |
| 연도           | 1일 평균 하차 인원 | 1일 평균 승차 인원 |
| -------------- | ------------------ | ------------------ |
| 1998년         |                    | 6,692              |
| 1999년         |                    | 6,446              |
| 2000년         |                    | 6,369              |
| 2001년         |                    | 6,250              |
| 2002년         |                    | 6,034              |
| 2003년         | 11,774             | 5,898              |
| 2004년         | 11,182             | 5,652              |
| 2005년         | 10,998             | 5,560              |
| 2006년         | 10,869             | 5,499              |
| 2007년         | 10,665             | 5,293              |
| 2008년         | 10,784             | 5,452              |
| 2009년         | 11,184             | 5,650              |
| 2010년         | 11,626             | 5,863              |
| 2011년         | 11,664             | 5,872              |
| 2012년         | 11,744             | 5,912              |
| 2013년         | 11,767             |                    |

## 역 주변
- 에도강
- 도쿄 의과 치과 대학 교양부
- 도쿄상과대학
- 와요여자대학
- 쓰쿠바 대학 부속 청각 특별 지원 학교
- 국립 국제 의료 연구센터 고노다이 병원
- 이치카와시 스포츠 센터
- 사토미 공원
- 지바현도 제1호선

## 화랑

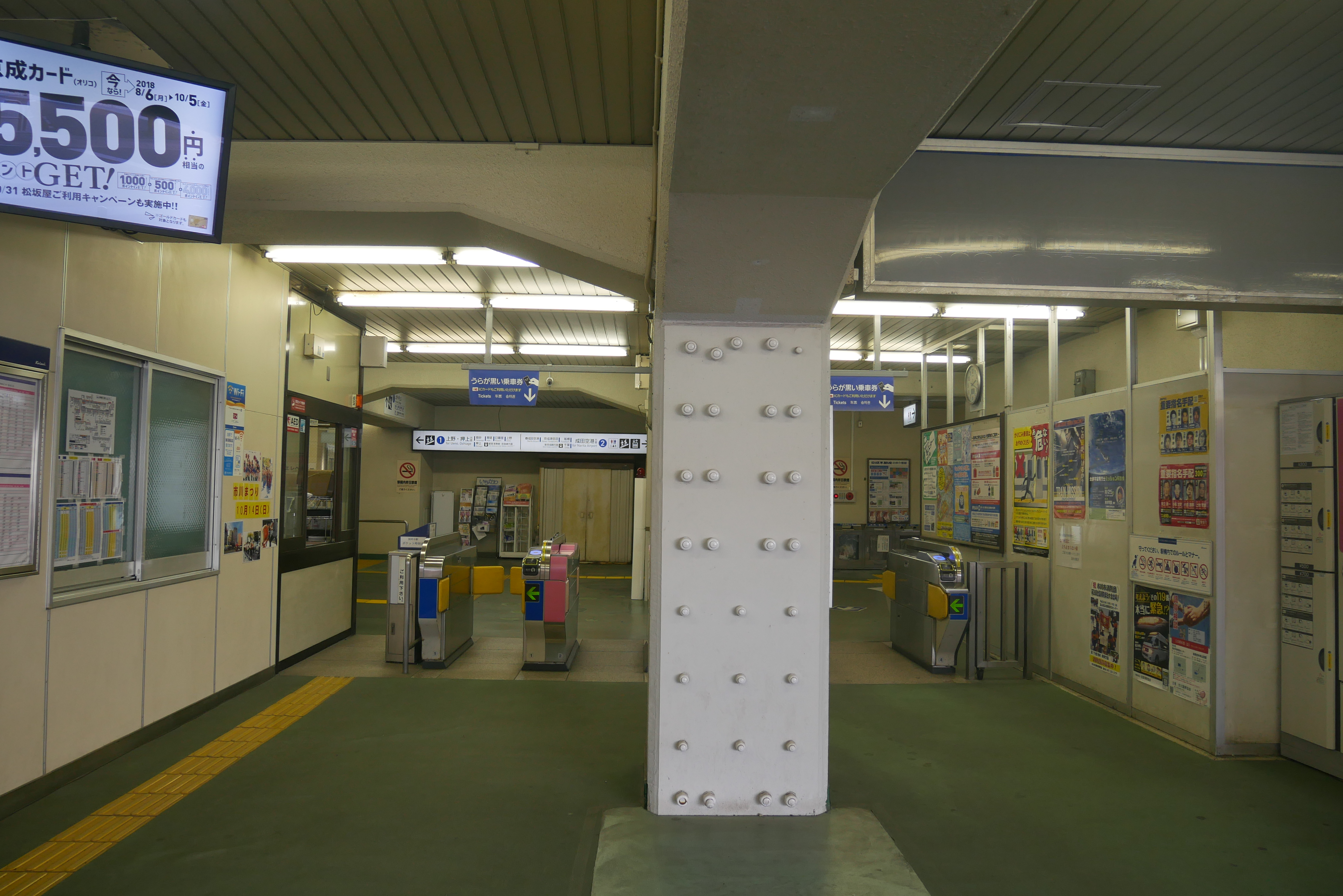
개찰(2018년 9월)
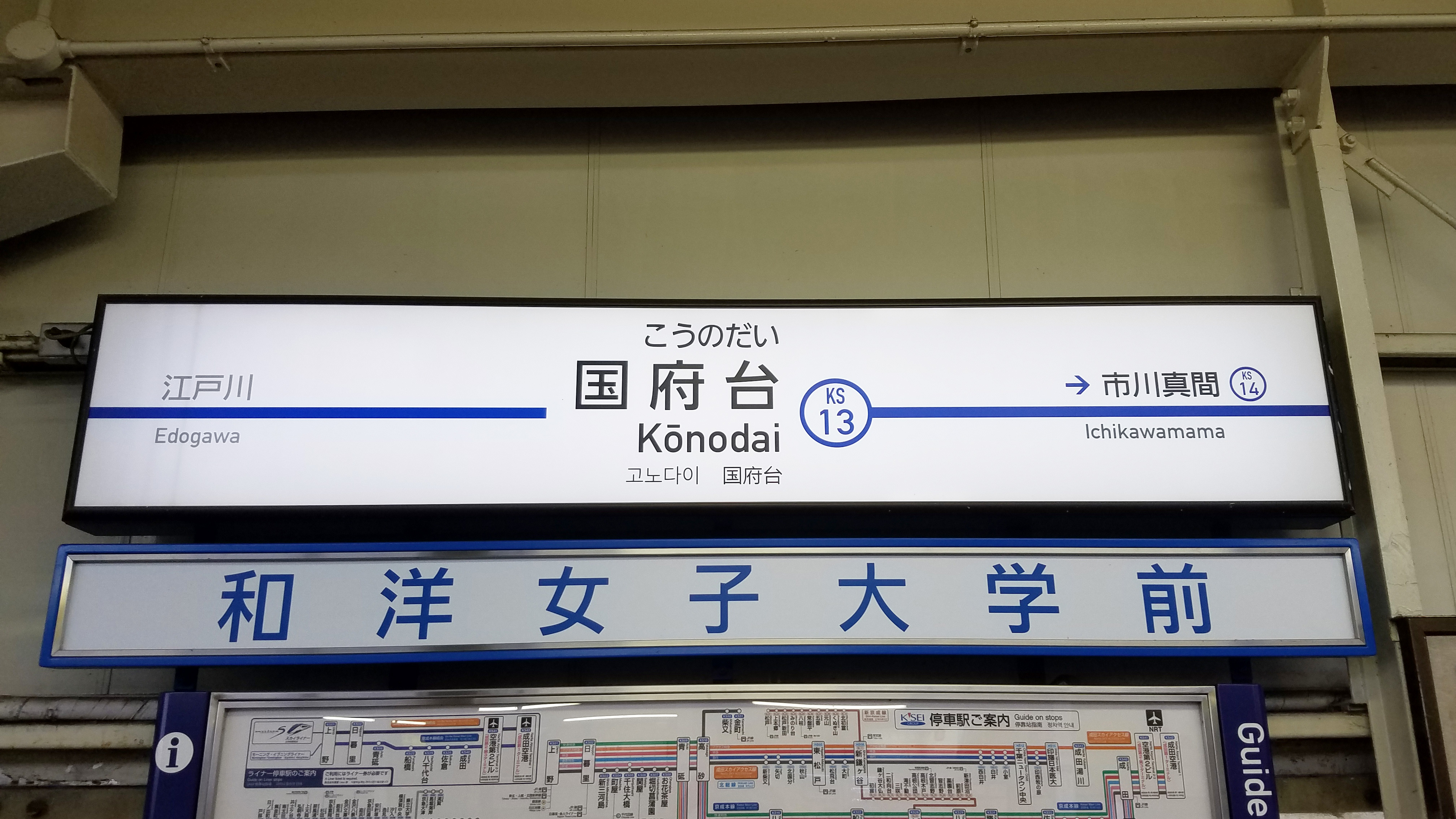
역명판(2017년 8월)

## 인접 역
| 게이세이 전철 게이세이 본선        | 게이세이 전철 게이세이 본선 | 게이세이 전철 게이세이 본선         |
| ---------------------------------- | --------------------------- | ----------------------------------- |
| KS 12 에도가와 게이세이우에노 방면 | 게이세이 본선               | 이치카와마마 KS 14 나리타 공항 방면 |